# Грота (Напуљ)
Грота је насеље у Италији у округу Напуљ, региону Кампанија.
Према процени из 2011. у насељу је живело 14 становника. Насеље се налази на надморској висини од 46 м.